# I cervelloni
I cervelloni è stato un programma televisivo italiano di genere varietà, andato in onda su Rai Uno dal 1994 al 1998, nel quale venivano poste in gara delle invenzioni. La trasmissione andava in onda dal Teatro delle Vittorie, a Roma.

## Il programma
Condotto dal 1994 al 1996 da Paolo Bonolis e Wendy Windham (anche se nel 1996 per le prime puntate era presente una giovane Michelle Hunziker al suo debutto in televisione), nel 1997 e nel 1998 da Giancarlo Magalli, ha riscosso un ottimo successo in termini di ascolti televisivi, registrando anche punte del 35% di share.
Nel 2007 è stata tentata una riedizione dal titolo Colpo di genio, rielaborata da Endemol e condotta da Simona Ventura e Teo Teocoli, che non ha ottenuto però il successo sperato e a causa dei bassi ascolti (17,64% di share all'esordio e il 14,90% la settimana successiva) ha chiuso dopo solo due puntate.
Nel cast nell'edizione del 1996 era presente Mara Carfagna, futura ministra per le pari opportunità del governo Berlusconi IV.

## Edizioni
| Edizione       | Inizio          | Fine             | Puntate | Giorno di messa in onda | Rete  | Conduttore        | Cast | Regia             | Studio                                   |
| -------------- | --------------- | ---------------- | ------- | ----------------------- | ----- | ----------------- | --- | ----------------- | ---------------------------------------- |
| 1ª             | 21 aprile 1994  | 9 giugno 1994    | 8       | Giovedì                 | Rai 1 | Paolo Bonolis     | Gene Gnocchi (prime due puntate), Stefania Poppi, e Wendy Windham (ultime puntate)                      | Enzo Dell'Aquila  | Teatro delle Vittorie - Roma             |
| 2ª             | 22 aprile 1995  | 24 giugno 1995   | 10      | Sabato                  | Rai 1 | Paolo Bonolis     | Wendy Windham e la Premiata Ditta                                                                       | Giancarlo Nicotra | Teatro 5 di Cinecittà - Roma             |
| 3ª             | 13 aprile 1996  | 15 giugno 1996   | 9       | Sabato                  | Rai 1 | Paolo Bonolis     | Michelle Hunziker (prime 4 puntate), Wendy Windham (dalla 4ª puntata), Luca Laurenti e Giorgio Bracardi | Sergio Japino     | Teatro 10 di Cinecittà - Roma            |
| 4ª             | 11 gennaio 1997 | 22 marzo 1997    | 10      | Sabato                  | Rai 1 | Giancarlo Magalli | Wendy Windham, Nino Frassica, Michele Foresta, Carolina Marconi                                         | Sergio Japino     | Teatro 10 di Cinecittà - Roma            |
| 5ª             | 8 ottobre 1998  | 17 dicembre 1998 | 11      | Giovedì                 | Rai 1 | Giancarlo Magalli | Wendy Windham, Sergio Vastano                                                                           | Stefano Gigli     | Teatro 15 di Cinecittà - Roma            |
| Colpo di genio | 10 aprile 2007  | 17 aprile 2007   | 2       | Martedì                 | Rai 1 | Simona Ventura    | Teo Teocoli                                                                                             | Sergio Colabona   | ex officine aeronautiche Caproni -Milano |

## Ascolti TV

### Edizione 1994
| Puntata        | Telespettatori | Share |
| -------------- | -------------- | ----- |
| 21 aprile 1994 | 4.625.000      |       |
| 28 aprile 1994 | 3.905.000      |       |
| 5 maggio 1994  | 4.015.000      |       |
| 12 maggio 1994 | 4.505.000      |       |
| 19 maggio 1994 | 5.015.000      |       |
| 26 maggio 1994 | 4.806.000      |       |
| 2 giugno 1994  | 4.963.000      |       |
| 9 giugno 1994  | 5.394.000      |       |
| Media          | 4 653 000      |       |

### Edizione 1995
| Puntata        | Telespettatori                             | Share  |
| -------------- | ------------------------------------------ | ------ |
| 22 aprile 1995 | 7.795.000                                  |        |
| 29 aprile 1995 | 6.685.000                                  |        |
| 6 maggio 1995  | 6.944.000                                  | 32,29% |
| 13 maggio 1995 | 6.709.000                                  |        |
| 20 maggio 1995 | 7.165.000                                  |        |
| 27 maggio 1995 | 6.122.000                                  | 29,76% |
| 3 giugno 1995  | 6.715.000                                  |        |
| 10 giugno 1995 | 8.095.000                                  | 38,37% |
| 17 giugno 1995 | 6.575.000                                  | 35,38% |
| 24 giugno 1995 | 6.725.000 (I parte) / 6.479.000 (II parte) |        |
| Media          | 6 940 000                                  |        |

### Edizione 1996
| Puntata        | Telespettatori | Share  |
| -------------- | -------------- | ------ |
| 13 aprile 1996 | 5.616.000      |        |
| 20 aprile 1996 | 5.905.000      | 27,31% |
| 27 aprile 1996 | 5.625.000      |        |
| 4 maggio 1996  | 7.268.000      |        |
| 11 maggio 1996 | 7.622.000      |        |
| 1 giugno 1996  | 5.935.000      |        |
| 8 giugno 1996  | 5.951.000      |        |
| 15 giugno 1996 | 5.761.000      | 34,52% |

### Edizione 1997
| Puntata          | Telespettatori | Share  |
| ---------------- | -------------- | ------ |
| 11 gennaio 1997  | 7.605.000      | 31,92% |
| 18 gennaio 1997  | 7.996.000      | 35,43% |
| 25 gennaio 1997  | 6.815.000      | 31,19% |
| 1 febbraio 1997  | 6.927.000      | 30,87% |
| 8 febbraio 1997  | 6.023.000      | 27,80% |
| 15 febbraio 1997 | 6.272.000      |        |
| 1 marzo 1997     | 5.680.000      |        |
| 8 marzo 1997     | 4.881.000      |        |
| 15 marzo 1997    | 5.419.000      |        |
| 22 marzo 1997    | 5.504.000      |        |
| Media            | 6 312 000      |        |

### Edizione 1998
| Puntata          | Telespettatori | Share  |
| ---------------- | -------------- | ------ |
| 8 ottobre 1998   | 6.616.000      | 25,61% |
| 15 ottobre 1998  | 5.531.000      | 22,13% |
| 29 ottobre 1998  | 4.821.000      | 19,12% |
| 5 novembre 1998  | 5.757.000      | 21,79% |
| 12 novembre 1998 | 5.454.000      | 20,66% |
| 19 novembre 1998 | 5.003.000      | 18,15% |
| 26 novembre 1998 | 5.955.000      | 23,06% |

### Colpo di Genio
| Puntata        | Telespettatori | Share  |
| -------------- | -------------- | ------ |
| 10 aprile 2007 | 4.405.000      | 17,64% |
| 17 aprile 2007 | 3.654.000      | 14,90% |
|                |                |        |